# طائر الراهب الرمادي
طائر الراهب الرمادي (الاسم العلمي: Philemon kisserensis)، نوع من الطيور التي تتبع فصيلة آكلات العسل. يستوطن جزر سوندا الصغرى.